# 朝士视察团
朝士视察团（韩语：조사시찰단），又称绅士游览团，是1881年朝鲜王朝派往日本的考察团。朝鲜自1876年开港以后逐渐实行近代化改革，在1881年5月以“东莱府暗行御史”的名义派遣了12名“朝士”对日本进行为期100多天的访问，对明治维新以来的各种新式制度进行考察，并与日本、中国人士进行交流。绅士游览团中每人都有固定的考察任务，归国后又将他们各自的见闻写成报告书。绅士游览团是朝鲜主动学习新的近代文明的开端，对日本而言也是第一个系统考察明治维新的外国访问团，在朝鲜近代史及近代东亚国际关系史上具有重要的历史意义。

## 出发前
从1881年2月9日（高宗十八年正月十一日）开始，朝鲜高宗开始陆续任命“游览朝士”，这日朴定阳、赵准永、严世永、姜文馨、沈相学、洪英植、鱼允中7人收到高宗密旨，要他们以“东莱府暗行御史”的名义前赴日本考察。3月1日（阴历二月二日），又有李宪永、闵种默、赵秉稷、李元会4人受到了相同的旨意，后来又加入了金镛元。于是，这12人便组成了“绅士游览团”。高宗要求他们详细考察并搜集“朝廷议论、局势形便、风俗人物、交聘通商”的相关情报，同时每个人都分配了不同的任务：
朴定阳——内务省和农商务省
沈相学——外务省
鱼允中——大藏省
赵准永——文部省
严世永——司法省
姜文馨——工部省
洪英植——陆军省
李元会——陆军操练
李宪永、赵秉稷、闵种默——海关情况
（金镛元为临时任命，未特别安排任务）
人员安排完毕后，受命考察的12名朝士在1881年4月23日（阴历三月二十五日）到达庆尚道东莱府，4天后郑秉夏带着高宗下赐的5万两银子作为盘缠交给游览绅士，并兑换成日币1366元。后来他们又联系日本人，并租赁了住友的轮船“安宁丸”，于5月7日（阴历四月十日）从东莱府釜山镇出发，秘密前往日本，开始了他们的日本考察之旅。整个“绅士游览团”共有12班60余人。

## 考察情况
“绅士游览团”一行自1881年5月7日离开朝鲜釜山以后，途经对马岛、长崎、马关、大阪、神户、横滨，于5月27日抵达日本首都东京。一行在东京逗留74天，期间前往横滨、大阪等地出差考察。他们以私人旅行自处，拒绝住在公廨，而是住在民间旅馆。“绅士游览团”在考察期间，受到了日本朝野的欢迎，并得到了日本政府的协助。
在日本期间，“绅士游览团”成员会见了他们所负责考察部门的长官，以及太政大臣三条实美、左大臣有栖川宫炽仁亲王、右大臣岩仓具视、参议伊藤博文等日本政界巨头，同时又和清朝驻日公使何如璋、副使张斯桂、参赞黄遵宪等频繁接触。除了考察日本政府各部门以外，他们还对日本社会进行包括政治、经济、文化、教育、生活等方面的全方位观察。经过两个半月的考察，“绅士游览团”一行在1881年8月5日参加了日本外务省的饯别宴会，8月8日以后踏上归国之路。1881年8月27日（闰七月三日），除了鱼允中、金镛元前往中国考察以外，其他10名朝士乘坐日本商船“千岁丸”抵达釜山，返回了朝鲜，结束了日本考察之旅。